# Wang Hui (zapaśnik)
Wang Hui (chiń. 王輝; ur. 28 listopada 1976) – chiński zapaśnik w stylu klasycznym. Olimpijczyk z Sydney 2000, gdzie zajął szóste miejsce w kategorii 54 kg.
Trzykrotny uczestnik mistrzostw świata, czternasty w 1999. Trzeci na igrzyskach azjatyckich w 1998 i czwarty w 2002. Najlepszy zawodnik Igrzysk Wschodniej Azji z 2001. Zdobył brązowy medal na mistrzostwach Azji w 2000. Trzeci na uniwersyteckich MŚ w 2002.